# Goran Sudžuka
Goran Sudžuka (Zagabria, 23 dicembre 1969) è un illustratore croato.

## Biografia
Sudžuka ha iniziato la propria carriera come animatore, dedicandosi soltanto successivamente al fumetto, pubblicando alcuni lavori per la Darko Macan in Croazia e Germania.
Fra i suoi lavori principali si possono citare Outlaw Nation, Y - L'ultimo uomo e Hellblazer: Lady Constantine, insieme a Andy Diggle.
Come parte delle pubblicazione per il ventesimo anniversario di Hellblazer, Sudžuka ha disegnato una miniserie basata su un personaggio di John Constantine intitolata, Hellblazer Presents: Chas - The Knowledge, scritto da Simon Oliver.